# Витербо
Витербо (итал. Viterbo) град је у средишњој Италији. Витербо је највећи град и средиште истоименог округа Витербо у оквиру италијанске покрајине Лацио.

## Природне одлике
Витербо налази се у средишњем делу Италије, 120 км северозападно од Рима, седишта покрајине. Град се налази у лацијском делу области Марема (већи део је у суседној Тоскани), која је познати брдовити предео у Италији. Овај предео је чувен по виноградарству, узгајању маслина и производњи вина. Због своје лепоте он има назнаке „културног пејзажа“.

## Становништво
Према резултатима пописа становништва 2011. у општини је живело 63.209 становника.
| 1931.  | 1936.  | 1951.  | 1961.  | 1971.  | 1981.  | 1991.  | 2001.  | 2011.  |
| ------ | ------ | ------ | ------ | ------ | ------ | ------ | ------ | ------ |
| 35.969 | 37.130 | 44.132 | 50.047 | 54.461 | 57.632 | 58.380 | 59.308 | 63.209 |

Град Витербо данас има око 63.000 становника, махом Италијана. Током протеклих деценија град је имао раст становништва.

## Партнерски градови
- Спрингфилд
- Santa Rosa de Viterbo
- Губио
- Палми
- Нола
- Сасари
- Кампобасо
- Олбани

## Галерија
- Папска палата
- Типична улица старог Витерба
- Градска Катедрала св. Лаврентија
- Средњовековна четврт